# (78433) Gertrudolf
(78433) Gertrudolf (2002 QF56) – planetoida z pasa głównego asteroid okrążająca Słońce w ciągu 4,27 lat w średniej odległości 2,63 j.a. Odkryta 29 sierpnia 2002 roku.